# Mariòu
Mariol és un municipi francès, situat al departament de l'Alier i a la regió d'Alvèrnia-Roine-Alps. L'any 2007 tenia 772 habitants.

## Demografia

### Població
El 2007 la població de fet de Mariol era de 772 persones. Hi havia 305 famílies de les quals 72 eren unipersonals (21 homes vivint sols i 51 dones vivint soles), 85 parelles sense fills, 127 parelles amb fills i 21 famílies monoparentals amb fills.
La població ha evolucionat segons el següent gràfic:
Habitants censats

### Habitatges
El 2007 hi havia 351 habitatges, 308 eren l'habitatge principal de la família, 28 eren segones residències i 15 estaven desocupats. 345 eren cases i 3 eren apartaments. Dels 308 habitatges principals, 271 estaven ocupats pels seus propietaris, 28 estaven llogats i ocupats pels llogaters i 10 estaven cedits a títol gratuït; 1 tenia una cambra, 10 en tenien dues, 39 en tenien tres, 102 en tenien quatre i 156 en tenien cinc o més. 250 habitatges disposaven pel capbaix d'una plaça de pàrquing. A 115 habitatges hi havia un automòbil i a 176 n'hi havia dos o més.

### Piràmide de població
La piràmide de població per edats i sexe el 2009 era:
| Homes | Edats   | Dones |
| ----- | ------- | ----- |
| 0     | 95 o +  | 0     |
| 0     | 90 a 94 | 0     |
| 0     | 85 a 89 | 4     |
| 0     | 80 a 84 | 4     |
| 20    | 75 a 79 | 12    |
| 4     | 70 a 74 | 12    |
| 24    | 65 a 69 | 20    |
| 4     | 60 a 64 | 12    |
| 32    | 55 a 59 | 20    |
| 24    | 50 a 54 | 12    |
| 44    | 45 a 49 | 36    |
| 36    | 40 a 44 | 40    |
| 12    | 35 a 39 | 20    |
| 28    | 30 a 34 | 12    |
| 28    | 25 a 29 | 24    |
| 28    | 20 a 24 | 28    |
| 12    | 15 a 19 | 24    |
| 12    | 10 a 14 | 20    |
| 8     | 5 a 9   | 20    |
| 28    | 0 a 4   | 8     |

## Economia
El 2007 la població en edat de treballar era de 521 persones, 385 eren actives i 136 eren inactives. De les 385 persones actives 335 estaven ocupades (193 homes i 142 dones) i 50 estaven aturades (20 homes i 30 dones). De les 136 persones inactives 39 estaven jubilades, 33 estaven estudiant i 64 estaven classificades com a «altres inactius».

### Ingressos
El 2009 a Mariol hi havia 309 unitats fiscals que integraven 770 persones, la mediana anual d'ingressos fiscals per persona era de 17.407 €.

### Activitats econòmiques
Dels 23 establiments que hi havia el 2007, 1 era d'una empresa alimentària, 8 d'empreses de construcció, 1 d'una empresa de comerç i reparació d'automòbils, 1 d'una empresa de transport, 2 d'empreses d'hostatgeria i restauració, 2 d'empreses immobiliàries, 3 d'empreses de serveis, 2 d'entitats de l'administració pública i 3 d'empreses classificades com a «altres activitats de serveis».
Dels 7 establiments de servei als particulars que hi havia el 2009, 1 era un paleta, 1 guixaire pintor, 3 lampisteries, 1 electricista i 1 perruqueria.
L'únic establiment comercial que hi havia el 2009 era una fleca.
L'any 2000 a Mariol hi havia 5 explotacions agrícoles que ocupaven un total de 245 hectàrees.

## Equipaments sanitaris i escolars
El 2009 hi havia una escola elemental.

## Poblacions més properes
El següent diagrama mostra les poblacions més properes.